# People’s Choice Classic

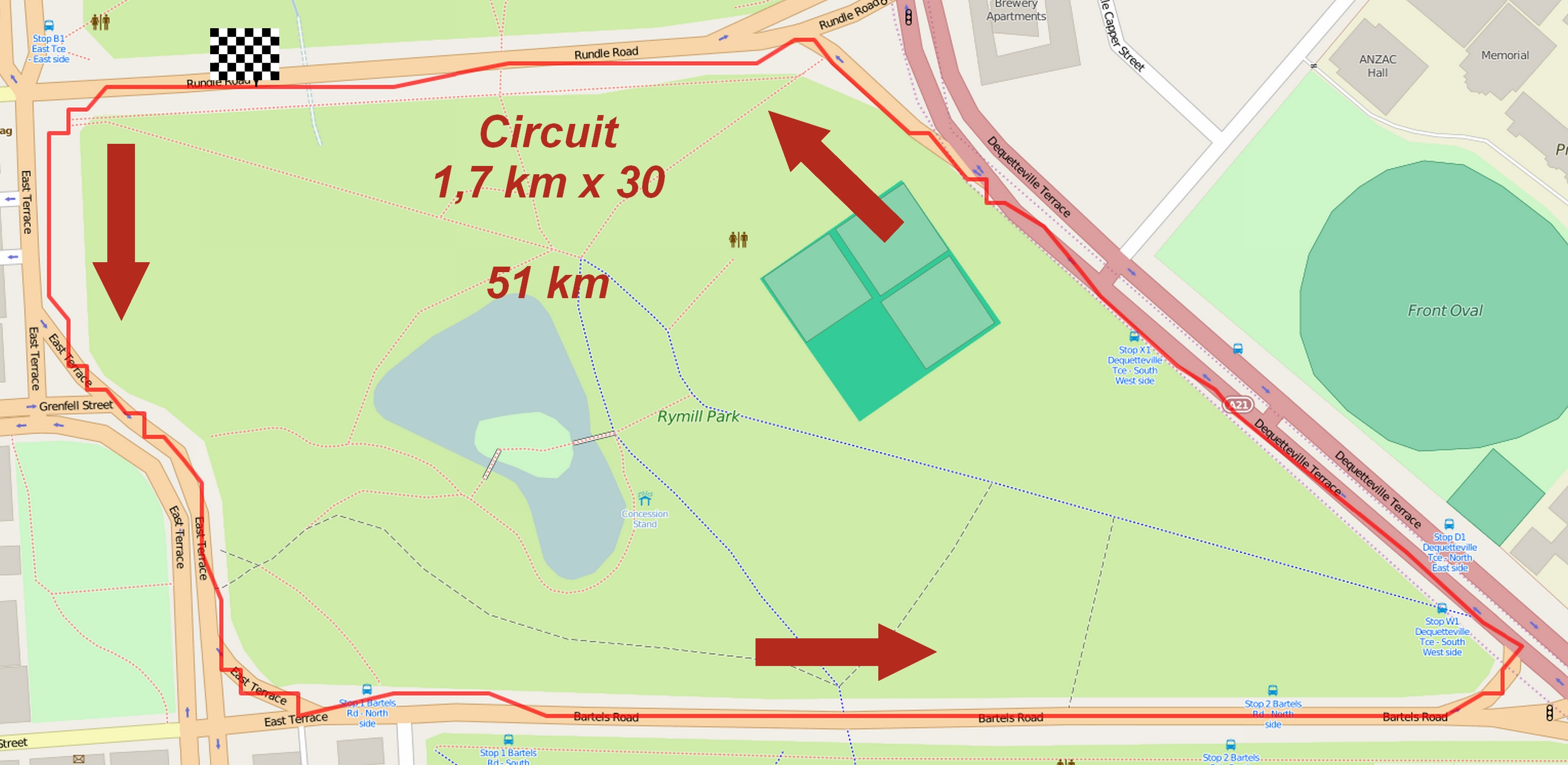
Die Streckenführung rund um den Rymill Park in Adelaide

Das Straßenradrennen People’s Choice Classic (vormals: Down Under Classic) ist ein  Rundstreckenrennen, das alljährlich im australischen Adelaide seit 2006 ausgetragen wird.
Die Strecke führt über insgesamt 51 Kilometer (30 Runden à 1,7 Kilometer) rund um den Rymill Park. Es bildet den Auftakt des Festival of Cycling, das jährlich im Januar stattfindet und mit der Tour Down Under abschließt.
Erster Sieger im Jahre 2006 wurde der Australier Robbie McEwen, Rekordsieger des Rennens sind André Greipel und Caleb Ewan, die je drei Mal gewinnen konnten.

## Sieger
| Jahr | Sieger           | Zweiter              | Dritter             |
| ---- | ---------------- | -------------------- | ------------------- |
| 2006 | Robbie McEwen    | Daniele Colli        | Simone Cadamuro     |
| 2007 | Mark Renshaw     | Hilton Clarke        | Simon Clarke        |
| 2008 | André Greipel    | Mark Renshaw         | Robbie McEwen       |
| 2009 | Robbie McEwen    | Wim Stroetinga       | Graeme Brown        |
| 2010 | Greg Henderson   | Christopher Sutton   | André Greipel       |
| 2011 | Matthew Goss     | Mark Renshaw         | Robbie McEwen       |
| 2012 | André Greipel    | Edvald Boasson Hagen | Heinrich Haussler   |
| 2013 | André Greipel    | Matthew Goss         | Greg Henderson      |
| 2014 | Marcel Kittel    | André Greipel        | Caleb Ewan          |
| 2015 | Marcel Kittel    | Juan José Lobato     | Wouter Wippert      |
| 2016 | Caleb Ewan       | Giacomo Nizzolo      | Adam Blythe         |
| 2017 | Caleb Ewan       | Sam Bennett          | Peter Sagan         |
| 2018 | Peter Sagan      | André Greipel        | Caleb Ewan          |
| 2019 | Caleb Ewan       | Peter Sagan          | Alexander Edmondson |
| 2020 | Caleb Ewan       | Elia Viviani         | Simone Consonni     |
| 2023 | Caleb Ewan       | Jordi Meeus          | Kaden Groves        |
| 2024 | Jhonatan Narváez | Natnael Tesfatsion   | Isaac Del Toro      |
| 2025 | Sam Welsford     | Henri Uhlig          | Matthew Brennan     |